# Eryka Tyszkówna

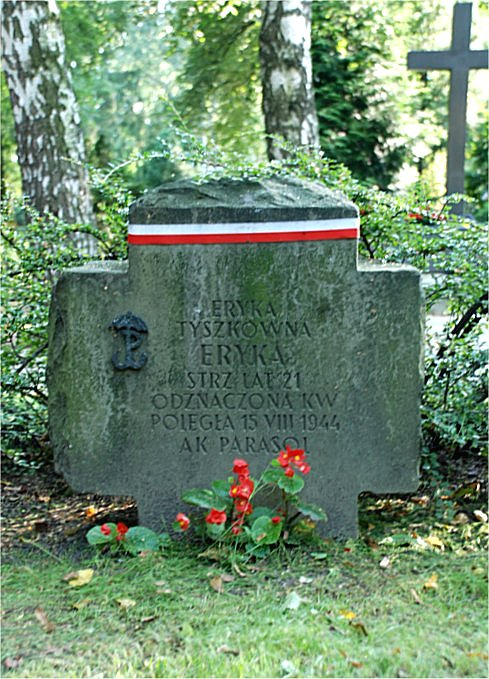
Mogiła na Powązkach Wojskowych

Eryka Tyszkówna ps. „Eryka” (ur. 28 listopada 1922 w Sołach na Wileńszczyźnie, zm. 15 sierpnia 1944 w Warszawie) – sanitariuszka, strzelec, uczestniczka powstania warszawskiego w III plutonie w 3. kompanii batalionu „Parasol” Armii Krajowej.

## Życiorys
Córka Feliksa i Marii z domu Zwiezdowa. W batalionie „Parasol” służyła od kwietnia 1944. Podczas okupacji prowadziła magazyn sanitariatu w swoim domu na Żoliborzu. Była w tym czasie również studentką medycyny.
Poległa 15. dnia powstania warszawskiego od pocisku granatnika na Starym Mieście. Miała 21 lat. Pochowana w kwaterach żołnierzy i sanitariuszek batalionu „Parasol” na Wojskowych Powązkach w Warszawie (kwatera A24-11-3).
Odznaczona Krzyżem Walecznych.